# پل تودور جونز
پل تودور جونز (انگلیسی: Paul Tudor Jones؛ زادهٔ ۲۸ سپتامبر ۱۹۵۴) کارآفرین، سرمایه‌گذار و سرمایه‌دار، نیکوکار، کارگزار بورس، کارشناس مالی و مدیر اجرایی اهل ایالات متحده آمریکا است. مجله اقتصادی فوربز در سال ۲۰۱۹ دارایی خالص جونز را بالغ بر ۵ میلیارد دلار برآورد نمود.